# Classic Loire Atlantique 2010
La Classic Loire Atlantique 2010, undicesima edizione della corsa e valida come evento dell'UCI Europe Tour 2010 categoria 1.1, si svolse il 20 marzo 2010 su un percorso di 168 km. Fu vinta dal francese Laurent Mangel, che giunse al traguardo con il tempo di 4h09'41", alla media di 40,371 km/h.
Partenza con 142 ciclisti, dei quali 74 portarono a termine la gara.

## Squadre e corridori partecipanti
| N.    | Cod. | Squadra                      |
| ----- | ---- | ---------------------------- |
| 1-8   | SAU  | Saur-Sojasun                 |
| 11-18 | BTL  | Bbox Bouygues Telecom        |
| 21-28 | COF  | Cofidis                      |
| 31-38 | AUB  | BigMat-Auber 93              |
| 41-48 | BSC  | Bretagne-Schuller            |
| 51-58 | RLM  | Roubaix-Lille Métropole      |
| 61-68 | ARH  | Atlas Personal-BMC           |
| 71-78 | CJR  | Caja Rural                   |
| 81-88 | DBW  | Designa Køkken-Blue Water    |
| 91-98 | CCD  | Continental Team Differdange |

| N.      | Cod. | Squadra                  |
| ------- | ---- | ------------------------ |
| 101-108 | TEF  | Team Energi Fyn          |
| 111-118 | CJP  | Cyclingteam Jo Piels     |
| 121-128 | TIK  | Itera-Katusha            |
| 131-138 | PCW  | Lotto-Bodysol            |
| 141-148 | APP  | Team NetApp              |
| 151-158 |      | Chambéry C.F.            |
| 161-168 |      | Nantes U                 |
| 171-178 |      | Vendée U                 |
| 181-188 |      | Véranda Rideau Sarthe 72 |

## Ordine d'arrivo (Top 10)
| Pos. | Corridore          | Squadra        | Tempo    |
| ---- | ------------------ | -------------- | -------- |
| 1    | Laurent Mangel     | Saur-Sojasun   | 4h09'41" |
| 2    | Renaud Dion        | Roubaix        | a 4"     |
| 3    | Pierrick Fédrigo   | Bouygues Tel.  | s.t.     |
| 4    | Jean-Marc Bideau   | Bretagne       | a 06"    |
| 5    | Cédric Pineau      | Roubaix        | a 1'32"  |
| 6    | Fabrice Jeandesboz | Saur-Sojasun   | s.t.     |
| 7    | Kévin Réza         | Vendee U       | a 1'38"  |
| 8    | Kévin Cherruault   | Vendee U       | s.t.     |
| 9    | Damien Monier      | Cofidis        | s.t.     |
| 10   | Vojtěch Hačecký    | Atlas Personal | s.t.     |